# Valle Hermoso, Tamaulipas
Valle Hermoso är en ort i Mexiko.   Den ligger i kommunen Valle Hermoso och delstaten Tamaulipas, i den östra delen av landet, 700 km norr om huvudstaden Mexico City. Valle Hermoso ligger 20 meter över havet och antalet invånare är 47 831.
Terrängen runt Valle Hermoso är mycket platt. Runt Valle Hermoso är det ganska tätbefolkat, med 134 invånare per kvadratkilometer. Valle Hermoso är det största samhället i trakten. Trakten runt Valle Hermoso består till största delen av jordbruksmark.